# Мадагаскарская горлица
Мадагаскарская горлица (лат. Nesoenas picturatus) — птица семейства голубиных, обитающая на Мадагаскаре, Маврикии, Реюньоне, Коморских и Сейшельских островах.

## Описание
Мадагаскарская горлица длиной до 28 см. Она немного крупнее дикой смеющейся горлицы (Streptopelia roseogrisea), имеет по сравнению с ней немного более неуклюжее телосложение, а также более длинные ноги. В сравнении с другими горлицами у неё короткий хвост. Половой диморфизм отсутствует.
Плечи красно-коричневые, спина тёмно-коричневая, брюхо светло-коричневое, голова голубовато-серая. На шее у неё по обеим сторонам отметины коричневого цвета. Большие кроющие перья тёмно-коричневые, а подхвостье белое. Веки красные. Вершина клюва голубовато-серая, основание клюва напротив пурпурного цвета. Радужины красно-коричневые, окологлазничное кольцо пурпурное.

## Распространение
Мадагаскарская горлица населяет вечнозелёные девственные и вторичные леса, а также другие ландшафты, если на них имеются поросли деревьев и кустарников. Поэтому её можно также увидеть вблизи сельскохозяйственных площадей, а также в окрестности городов и деревень. Она встречается от низменности вплоть до высоты 2 000 м над уровнем моря.

## Поведение

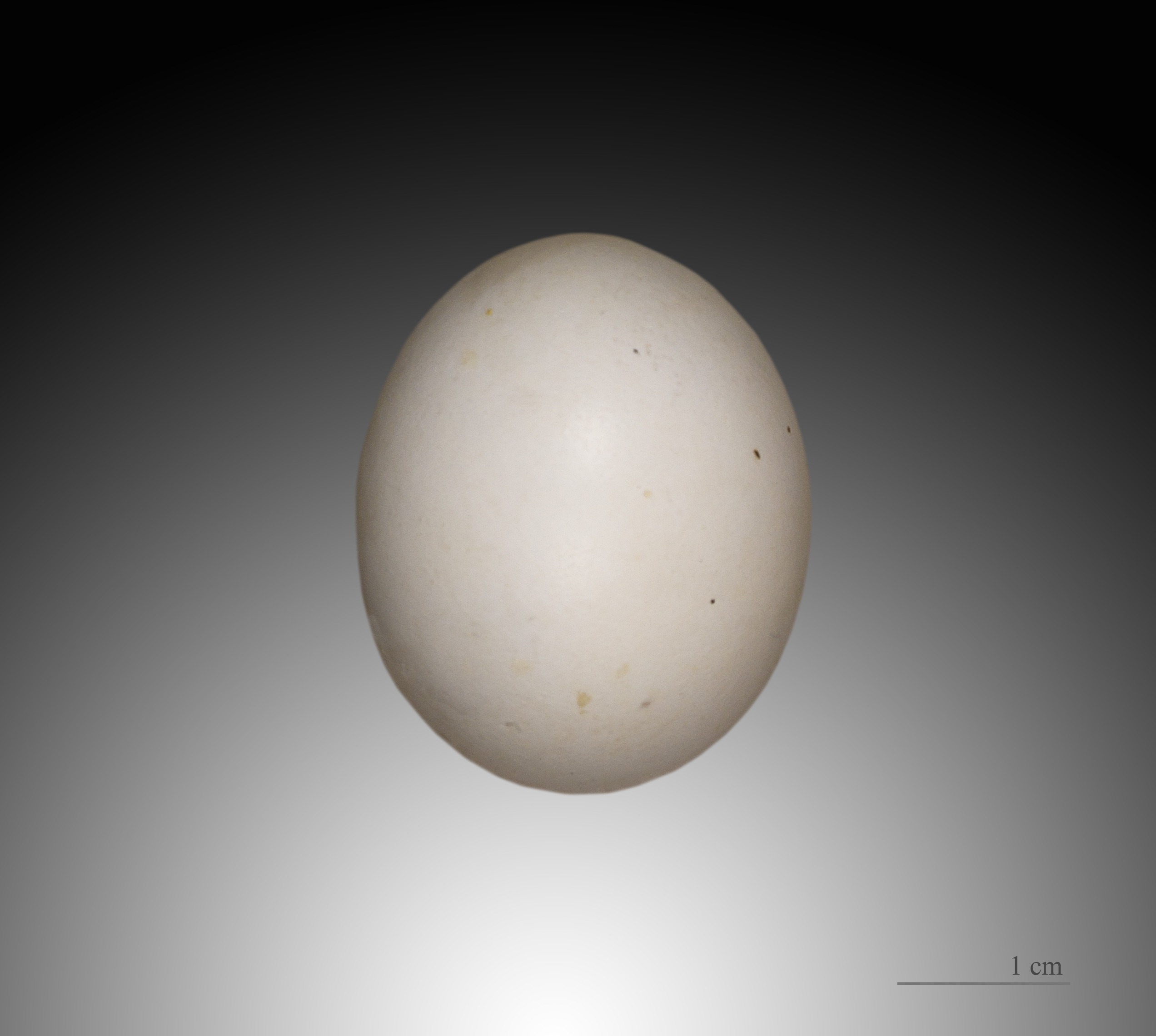
Яйцо Nesoenas picturatus

Мадагаскарская горлица питается, прежде всего, семенами, а также плодами и насекомыми. Птицы живут, как правило, в парах. Они могут также образовывать и большие стаи, если в наличии имеется достаточно богатый ассортимент питания.
Кладка состоит из двух крупных яиц.

## Систематика
Ближайший родственный вид — розовый голубь.
Различают следующие 5 подвидов, каждый из которых обитает на отдельном острове:
- † Nesoenas picturatus aldabranus (Sclater, 1872) — Амирантские острова
- Nesoenas picturatus comorensis (Newton, 1877) — Коморские острова
- Nesoenas picturatus coppingeri (Sharpe, 1884) — остров Глорьёз и атолл Альдабра
- Nesoenas picturatus picturatus (Temminck, 1813) — остров Мадагаскар
- Nesoenas picturatus rostratus (Bonaparte, 1855) — Сейшельские острова

## Содержание в неволе
Мадагаскарская горлица была впервые показана в зоопарке Лондона в 1866 году. Первое в мире разведение удалось в 1907 году также в Великобритании. Однако, после 1914 года мадагаскарских горлиц в течение долгого периода больше не ввозили в Европу. В 1989 году 20 особей этого вида попали в Нидерланды и в Германию и с тех пор неоднократно выращивались. Мадагаскарская горлица считается неуживчивым видом, который очень агрессивно реагирует на сородичей и других видов голубей.